# Championnat d'Autriche de football 2023-2024
 (novembre 2023).
Si vous disposez d'ouvrages ou d'articles de référence ou si vous connaissez des sites web de qualité traitant du thème abordé ici, merci de compléter l'article en donnant les références utiles à sa vérifiabilité et en les liant à la section « Notes et références ».
Navigation
Édition précédente Édition suivante
La saison 2023-2024 du championnat d'Autriche est la 112e saison de l'histoire de la compétition. Elle oppose les douze meilleurs clubs d'Autriche en une série de vingt deux journées, puis le championnat est scindé en deux. Lors de cette saison, le Red Bull Salzbourg défend son titre face à onze autres équipes dont un promu d'Erste Liga.
Quatre places qualificatives pour les compétitions européennes sont attribuées par le biais du championnat : une pour la phase de ligue de la Ligue des champions et une deuxième place pour le deuxième tour de qualification, ainsi qu'une place pour le troisième tour de qualification de la Ligue Europa et une place pour le deuxième tour de qualification de la Ligue Europa Conférence. La dernière place européenne est celle réservée au vainqueur de la ÖFB-Cup qui est qualificative pour les barrages de la Ligue Europa. Le Sturm Graz ayant remporté l'édition 2023-2024 de la Coupe d'Autriche, cette place est redistribuée à la 4e place du groupe de championnat.
L'Austria Lustenau est relégué à l'issue de la 31e, accusant trop de retard sur le premier non-relégable.
Le SK Sturm Graz remporte son 4e titre lors de la dernière journée, réalisant le doublé Coupe-Championnat cette saison.

## Participants
| \| Austria Rapid Graz Salzbourg Lustenau Wolfsberg Rheindorf Altach BW Linz Klagenfurt LASK Hartberg WSG Tirol \| Localisation des clubs engagés dans le championnat. |
| Austria Rapid Graz Salzbourg Lustenau Wolfsberg Rheindorf Altach BW Linz Klagenfurt LASK Hartberg WSG Tirol                                                           |

Légende des couleurs
- Phase de groupes de la Ligue des champions 2023-2024
- Troisième tour de qualification de la Ligue des champions 2023-2024
- Barrages de la Ligue Europa 2023-2024
- Deuxième tour de qualification de la Ligue Europa Conférence 2023-2024
- Promu de Erste Liga

| Club                | Se maintient depuis | Classement 2023-2024 | Stade                    | Capacité théorique |
| ------------------- | ------------------- | -------------------- | ------------------------ | ------------------ |
| RB Salzbourg        | 2005                | 1                    | Red Bull Arena           | 30 188             |
| Sturm Graz          | 1966                | 2                    | Merkur-Arena             | 16 764             |
| LASK Linz           | 2017                | 3                    | Raiffeisen Arena         | 019 080            |
| Rapid Vienne        | 1911                | 4                    | Allianz Stadion          | 28 666             |
| Austria Vienne      | 1926                | 5                    | Generali Arena           | 17 500             |
| Austria Klagenfurt  | 2021                | 6                    | Wörthersee Stadion       | 30 000             |
| Wolfsberger AC      | 2012                | 7                    | Lavanttal-Arena          | 07 300             |
| Austria Lustenau    | 2022                | 8                    | Reichshofstadion         | 08 800             |
| TSV Hartberg        | 2018                | 9                    | Profertil Arena Hartberg | 05 024             |
| WSG Tirol           | 2019                | 10                   | Tivoli Stadion Tirol     | 16 008             |
| SC Rheindorf Altach | 2014                | 11                   | Stadion Schnabelholz     | 08 500             |
| FC Blau-Weiß Linz   | 2023                | 1er (D2)             | Hofmann Personal Stadion | 05 595             |

## Compétition

### Format
Lors de la première phase les 12 équipes du championnat se rencontrent en match aller retour dans le cadre d'une poule unique. À l'issue de cette première phase le championnat est scindé en deux, les six premiers jouent pour le titre et les qualifications européennes en emportant la moitié des points acquis lors de la première phase.
Les six derniers de la première phase participent dans un autre championnat en emportant également la moitié des points, le dernier est relégué en fin de saison, le premier participe aux play-offs avec le quatrième et le cinquième du groupe championnat pour une place en Ligue Europa.

### Réglement
Le classement est calculé avec le barème de points suivant : une victoire vaut trois points, le match nul un. La défaite ne rapporte aucun point.
Critères de départage :
1. plus grand nombre de points ;
2. avantage au club qui ont dû arrondir ses points à l'entier inférieur à l'issue de la première phase [4]
3. duel direct :
  1. Nombre de points dans le duel direct
  2. Différence de buts dans le duel direct
  3. Le nombre de buts marqués dans le duel direct
4. plus grande différence de buts générale ;
5. plus grand nombre de buts marqués ;
6. plus grand nombre de victoires
7. plus grand nombre de victoires à l'extérieur
8. plus grand nombre de buts à l'extérieur

Source : Règlement sur le site de la fédération autrichienne.

### Première phase

#### Classement
Source : Classement sur le site de la Bundesliga.
| Rang | Équipe              | Pts | J  | G  | N  | P  | Bp | Bc | Diff |
| ---- | ------------------- | --- | -- | -- | -- | -- | -- | -- | ---- |
| 1    | RB Salzbourg T      | 50  | 22 | 15 | 5  | 2  | 45 | 12 | +33  |
| 2    | Sturm Graz C        | 46  | 22 | 13 | 6  | 2  | 37 | 15 | +22  |
| 3    | LASK Linz           | 35  | 22 | 9  | 8  | 5  | 26 | 18 | +8   |
| 4    | Austria Klagenfurt  | 34  | 22 | 8  | 10 | 4  | 29 | 27 | +2   |
| 5    | TSV Hartberg        | 34  | 22 | 9  | 7  | 6  | 33 | 28 | +5   |
| 6    | Rapid Vienne        | 33  | 22 | 8  | 8  | 5  | 38 | 21 | +17  |
| 7    | Austria Vienne      | 33  | 22 | 9  | 6  | 7  | 25 | 22 | +3   |
| 8    | Wolfsberger AC      | 30  | 22 | 8  | 6  | 8  | 29 | 32 | -3   |
| 9    | SC Rheindorf Altach | 19  | 22 | 4  | 7  | 11 | 17 | 30 | -13  |
| 10   | FC Blau-Weiß Linz P | 19  | 22 | 4  | 7  | 11 | 22 | 38 | -16  |
| 11   | WSG Tirol           | 14  | 22 | 4  | 2  | 16 | 20 | 42 | -22  |
| 12   | Austria Lustenau    | 10  | 22 | 2  | 4  | 16 | 13 | 49 | -36  |

Qualifications
- 1er au 6e : qualification pour le groupe championnat
- 7e au 12e : qualification pour le groupe relégation

Abréviations

#### Résultats
Source : Résultats sur le site de la Bundesliga.
| Résultats (▼dom., ►ext.) | LUS | AUS | ALT | LASK | BWL | RAP | RBS | KLA | STU | WOL | HAR | WSG |
| Austria Lustenau         |     | 0-2 | 0-3 | 1-3  | 2-0 | 0-5 | 0-4 | 0-1 | 0-1 | 2-3 | 0-4 | 2-3 |
| Austria Vienne           | 1-0 |     | 2-1 | 0-0  | 4-0 | 0-0 | 0-0 | 2-2 | 0-3 | 0-0 | 3-1 | 2-0 |
| Rheindorf Altach         | 3-0 | 2-1 |     | 0-0  | 1-1 | 0-2 | 0-2 | 0-1 | 1-2 | 0-0 | 1-2 | 1-0 |
| LASK Linz                | 2-0 | 2-0 | 1-0 |      | 2-0 | 1-1 | 0-1 | 2-2 | 3-1 | 0-1 | 0-0 | 1-0 |
| Blau-Weiß Linz           | 0-0 | 1-2 | 1-1 | 2-0  |     | 0-5 | 1-1 | 0-0 | 1-1 | 2-0 | 3-3 | 1-2 |
| Rapid Vienne             | 1-1 | 3-0 | 4-0 | 3-3  | 1-0 |     | 0-1 | 2-3 | 1-1 | 3-3 | 0-1 | 1-1 |
| RB Salzbourg             | 7-0 | 2-0 | 3-0 | 0-1  | 0-2 | 2-0 |     | 1-0 | 1-1 | 1-0 | 3-2 | 3-0 |
| Austria Klagenfurt       | 1-0 | 2-2 | 1-1 | 1-3  | 2-0 | 1-1 | 2-2 |     | 0-3 | 2-2 | 1-1 | 1-0 |
| Sturm Graz               | 2-0 | 0-2 | 1-0 | 2-0  | 4-1 | 1-1 | 2-2 | 0-0 |     | 4-0 | 2-1 | 1-0 |
| Wolfsberger AC           | 1-1 | 1-0 | 1-1 | 2-1  | 2-1 | 0-2 | 1-2 | 4-0 | 1-2 |     | 0-3 | 4-1 |
| TSV Hartberg             | 2-2 | 2-1 | 0-0 | 0-0  | 3-2 | 1-0 | 1-5 | 0-3 | 1-1 | 2-0 |     | 3-0 |
| WSG Tirol                | 0-2 | 0-2 | 5-1 | 1-1  | 2-4 | 1-2 | 0-2 | 1-3 | 0-2 | 2-3 | 1-0 |     |

### Deuxième phase

#### Groupe championnat

##### Classement
Les points obtenus durant la saison régulière sont divisés par deux (et arrondies à l'unité inférieure) avant le début de la deuxième phase.
| Rang | Équipe             | Pts | J  | G  | N  | P  | Bp | Bc | Diff |
| ---- | ------------------ | --- | -- | -- | -- | -- | -- | -- | ---- |
| 1    | Sturm Graz C       | 44  | 32 | 19 | 9  | 3  | 56 | 23 | +33  |
| 2    | RB Salzbourg T     | 42  | 32 | 20 | 7  | 5  | 74 | 29 | +45  |
| 3    | LASK Linz          | 34  | 32 | 14 | 10 | 8  | 43 | 33 | +10  |
| 4    | Rapid Vienne       | 28  | 32 | 11 | 12 | 9  | 47 | 35 | +12  |
| 5    | TSV Hartberg       | 28  | 32 | 12 | 9  | 11 | 49 | 52 | -3   |
| 6    | Austria Klagenfurt | 22  | 32 | 10 | 11 | 11 | 40 | 50 | -10  |

Qualifications européennes
Ligue des champions 2024-2025
- 1er : phase de ligue
- 2e : 3e tour de qualification [5]

Ligue Europa 2024-2025
- 3e : barrages [6]
- 4e : 2e tour de qualification

Ligue Conférence 2024-2025
- 5e : finale des barrages pour le deuxième tour de qualification

##### Résultats
Source : Résultats sur le site de la Bundesliga.
| Résultats (▼dom., ►ext.) | RBS | STU | LASK | KLA | HAR | RAP |
| RB Salzbourg             |     | 2-2 | 7-1  | 4-2 | 5-1 | 1-1 |
| Sturm Graz               | 0-1 |     | 1-0  | 2-0 | 1-1 | 1-0 |
| LASK Linz                | 3-1 | 2-2 |      | 1-0 | 1-3 | 5-0 |
| Austria Klagenfurt       | 4-2 | 0-4 | 0-2  |     | 2-2 | 0-1 |
| TSV Hartberg             | 1-5 | 1-3 | 1-2  | 3-2 |     | 0-3 |
| Rapid Vienne             | 2-0 | 1-3 | 1-1  | 1-1 | 0-3 |     |

#### Groupe relégation

##### Classement
Les points obtenus durant la saison régulière sont divisés par deux (et arrondies à l'unité inférieure) avant le début de la deuxième phase.
| Rang | Équipe              | Pts | J  | G  | N  | P  | Bp | Bc | Diff |
| ---- | ------------------- | --- | -- | -- | -- | -- | -- | -- | ---- |
| 7    | Wolfsberger AC      | 31  | 32 | 12 | 10 | 10 | 41 | 39 | +2   |
| 8    | Austria Vienne      | 29  | 32 | 12 | 10 | 10 | 35 | 34 | +1   |
| 9    | FC Blau-Weiß Linz P | 22  | 32 | 7  | 11 | 14 | 33 | 48 | -15  |
| 10   | SC Rheindorf Altach | 21  | 32 | 6  | 13 | 13 | 27 | 40 | -13  |
| 11   | WSG Tirol           | 19  | 32 | 7  | 5  | 20 | 29 | 55 | -26  |
| 12   | Austria Lustenau    | 16  | 32 | 4  | 9  | 19 | 22 | 58 | -36  |

Qualifications européennes
Ligue Conférence 2024-2025
- 7e et 8e : demi-finale des barrages pour le deuxième tour de qualification

Relégation en deuxième division
- 12e : relégation

##### Résultats
Source : Résultats sur le site de la Bundesliga.
| Résultats (▼dom., ►ext.) | AUS | WAC | ALT | BWL | WSG | LUS |
| Austria Vienne           |     | 0-4 | 2-2 | 0-0 | 3-0 | 1-1 |
| Wolfsberger AC           | 0-1 |     | 0-0 | 0-2 | 3-1 | 1-1 |
| Rheindorf Altach         | 1-1 | 0-1 |     | 2-2 | 0-0 | 2-2 |
| Blau-Weiß Linz           | 1-2 | 0-0 | 2-1 |     | 3-2 | 0-0 |
| WSG Tirol                | 1-0 | 1-1 | 0-1 | 2-1 |     | 0-0 |
| Austria Lustenau         | 2-0 | 1-2 | 0-1 | 1-0 | 1-2 |     |

### Barrages européens
Le 7e et 8e du groupe relégation s'affrontent dans une demi-finale à tour unique. Le vainqueur joue une finale aller-retour contre le 5e du groupe championnat pour déterminer le participant à la Ligue Conférence 2024-2025. Bien que 8e, faisant d'eux l'équipe avec le classement le plus bas pour accéder aux barrages, l'Austria Vienne s'impose à trois reprises et décroche une place au 2e tour de qualification de Ligue Conférence, comme la saison précédente.

#### Demi-finale
| 21 mai 2024 | Wolfsberger AC       | 1 - 2   | Austria Vienne                       | Lavanttal-Arena, Wolfsberg                   |                                              |
| 19h00       | Augustine Boakye 64e | (0 - 1) | Matteo Meisl 8e · Dominik Fitz 90+4e | Spectateurs : 2 777 Arbitrage : Stefan Ebner | Spectateurs : 2 777 Arbitrage : Stefan Ebner |
| 19h00       | Rapport              |         |                                      | Spectateurs : 2 777 Arbitrage : Stefan Ebner | Spectateurs : 2 777 Arbitrage : Stefan Ebner |

#### Finale
| 24 mai 2024 | Austria Vienne                              | 2 - 1   | TSV Hartberg          | Stade Franz-Horr, Vienne                            |                                                     |
| 19h30       | James Holland 51e · Dominik Fitz 58e (pen.) | (0 - 0) | Maximilian Entrup 84e | Spectateurs : 10 788 Arbitrage : Sebastian Gishamer | Spectateurs : 10 788 Arbitrage : Sebastian Gishamer |
| 19h30       | Rapport                                     |         |                       | Spectateurs : 10 788 Arbitrage : Sebastian Gishamer | Spectateurs : 10 788 Arbitrage : Sebastian Gishamer |

| 28 mai 2024 | TSV Hartberg | 0 - 1   | Austria Vienne    | Profertil Arena Hartberg, Hartberg |                            |
| 19h00       |              | (0 - 1) | James Holland 39e | Arbitrage : Walter Altmann         | Arbitrage : Walter Altmann |
| 19h00       | Rapport      |         |                   | Arbitrage : Walter Altmann         | Arbitrage : Walter Altmann |

### Parcours en coupes d'Europe
| Club           | Compétition             | Résultats                       | Ultime(s) adversaire(s) | Ultime(s) adversaire(s) | Ultime(s) adversaire(s) |
| -------------- | ----------------------- | ------------------------------- | ----------------------- | ----------------------- | ----------------------- |
| RB Salzbourg   | Ligue des Champions     | Phase de groupe                 | SL Benfica              | Inter Milan             | Real Sociedad           |
| Sturm Graz     | Ligue des Champions     | 3ème tour de qualification      | PSV Eindhoven           | PSV Eindhoven           | PSV Eindhoven           |
| Sturm Graz     | Ligue Europa            | Phase de groupe                 | Atalanta Bergame        | Sporting CP             | Raków Częstochowa       |
| Sturm Graz     | Ligue Europa Conférence | 8es de finale                   | Lille OSC               | Lille OSC               | Lille OSC               |
| LASK Linz      | Ligue Europa            | Phase de groupe                 | Liverpool FC            | Union Saint-Gilloise    | Toulouse FC             |
| Rapid Vienne   | Ligue Europa Conférence | Barrages de qualification       | Fiorentina              | Fiorentina              | Fiorentina              |
| Austria Vienne | Ligue Europa Conférence | Troisième tour de qualification | Legia Varsovie          | Legia Varsovie          | Legia Varsovie          |

### Meilleurs buteurs et passeurs

#### Classement des buteurs
Source : Classement des buteurs sur le site de la Bundesliga.
|     | Buteur            | Club               | Buts |
| --- | ----------------- | ------------------ | ---- |
| 1er | Karim Konaté      | RB Salzbourg       | 20   |
| 2e  | Marco Grüll       | Rapid Vienne       | 13   |
| 3e  | Maximilian Entrup | TSV Hartberg       | 12   |
| 4e  | Thierno Ballo     | Wolfsberger AC     | 12   |
| 5e  | Marin Ljubicic    | LASK Linz          | 12   |
| 6e  | Donis Avdijaj     | TSV Hartberg       | 12   |
| 7e  | Andreas Gruber    | Austria Vienne     | 11   |
| 8e  | Sinan Karweina    | Austria Klagenfurt | 10   |
| 9e  | Ronivaldo         | Blau-Weiß Linz     | 10   |
| 10e | Robert Žulj       | LASK Linz          | 9    |

#### Classement des passeurs
Source : Classement des passeurs sur le site de la Bundesliga.
|     | Passeur          | Club               | Passes décisives |
| --- | ---------------- | ------------------ | ---------------- |
| 1er | Oscar Gloukh     | RB Salzbourg       | 11               |
| 2e  | Sinan Karweina   | Austria Klagenfurt | 6                |
| 3e  | Augustine Boakye | Wolfsberger AC     | 6                |
| 4e  | Marco Grüll      | Rapid Vienne       | 6                |
| 5e  | Luka Sučić       | RB Salzbourg       | 6                |
| 6e  | Tomi Horvat      | Sturm Graz         | 6                |
| 7e  | William Bøving   | Sturm Graz         | 5                |
| 8e  | Robert Žulj      | LASK Linz          | 5                |
| 9e  | Christoph Lang   | Rapid Vienne       | 5                |
| 10e | Dominik Prokop   | TSV Hartberg       | 5                |

## Bilan de la saison
| Championnat d'Autriche de football 2023-2024 |                       |
| Champion                                     | Sturm Graz (4e titre) |
| Dauphin                                      | Red Bull Salzbourg    |
| Coupes et trophées                           |                       |
| Vainqueur de la Coupe d'Autriche 2023-2024   | Sturm Graz            |
| Qualifications continentales                 |                       |
| Ligue des champions 2024-2025                | Sturm Graz            |
| Ligue des champions 2024-2025                | Red Bull Salzbourg    |
| Ligue Europa 2024-2025                       | LASK                  |
| Ligue Europa 2024-2025                       | Rapid Vienne          |
| Ligue Conférence 2024-2025                   | Austria Vienne        |
| Promotions et relégations                    |                       |
| Promus en Bundesliga                         | Grazer AK             |
| Relégués en 2. Liga                          | Austria Lustenau      |